# Zootrope
Le zootrope (anglais : zoetrope, du grec ζωή zoe, « vie » et τροπος tropos, « tourner ») est un jouet optique inventé simultanément en 1834 par William George Horner et Simon Stampfer. Se fondant sur la persistance rétinienne et l'effet phi, le zootrope permet de donner l'illusion de mouvement d'un personnage dessiné. 
Un tambour percé de dix à douze fentes sur sa moitié supérieure abrite à l'intérieur une bande de dessins décomposant un mouvement cyclique. Le tambour est fixé sur un axe à sa base inférieure, ce qui permet de le faire tourner. On perçoit en boucle les mouvements des séquences animées en les regardant à travers les fentes pendant la rotation. La persistance rétinienne relie chaque dessin à l'autre, donnant l'illusion de la continuité, mais l'obturation provoquée par le passage des parties pleines du tambour provoque l'effacement de cette persistance rétinienne, qui permet la perception les unes après les autres des vignettes dessinées. Ces illusions, visuelles et psychologiques, sont à la base de l'invention du cinéma.

## Histoire
Un bol en céramique datant d'environ 5.000 ans, trouvé en Iran, pourrait être considéré comme le prédécesseur du zootrope parce que c'était un bol décoré d'une série d'images représentant une chèvre sautant d'un arbre et mangeant des feuilles. Les images forment une séquence et semblent espacées de sorte que si le bol tourne rapidement, le mouvement peut être vu. On ne sait pas encore si l'artiste qui l'a créé avait l'intention de créer l'animation. 
Selon un texte historique chinois du IVè siècle, l'artisan Ding Yuan a créé une lampe avec des bandes circulaires avec des images d'oiseaux et d'animaux qui se déplaçaient naturellement lorsque la chaleur de la lampe faisait tourner la bande. Cependant, il n'est pas clair s'il était réellement une illusion du mouvement ou s'il était une interprétation du mouvement des dessins d'animaux. 
Chronologiquement, le zootrope se situe entre le phénakistiscope de Joseph Plateau (1832), doté d'un disque percé de fentes tournant devant un miroir, et le praxinoscope d'Émile Reynaud (1876), avec son système de miroirs tournants à l'intérieur du tambour qui assure l'obturation par compensation optique, sans déperdition de luminosité.
On peut voir à la Cinémathèque française un zootrope de démonstration décomposant le mouvement du vol d'un oiseau en volume. Il y en a également deux à la Cinémathèque royale de Belgique et un autre à la Cité des sciences et de l'industrie de Paris.
Francis Ford Coppola et George Lucas ont baptisé leur société de production, American Zoetrope (Zoetrope Studios), en hommage à cette machine qui est à l'origine des recherches de Thomas Edison, qui menèrent en 1891 à la création de la première caméra, le Kinétographe et du tournage des premiers films du cinéma : « Cette idée, son germe, fut ce petit jouet nommé Zoetrope. »